# Forgeage libre
Le forgeage libre (ou forge libre) est la déformation manuelle d'un lopin métallique à l'aide d'un pilon ou d'un marteau,. Le résultat obtenu est dépendant du savoir-faire de l'ouvrier. La forge libre est une activité ancestrale. Elle ne nécessite pas d'outillage très précis et permet d'obtenir des ébauches ou des pièces brutes. Le forgeage est dit « libre » car, lors du forgeage, le métal est libre de se déplacer dans plusieurs directions, contrairement à l'estampage ou forgeage en matrice où le métal est enfermé dans une forme prédéfinie et n'est pas libre.
Les barreaux de fer sont travaillés à l'aide d'un marteau et d'une enclume. La forge (le foyer) est alimentée en charbon minéral, et activée par une « vache », espèce de gros soufflet de foyer. La température du barreau peut atteindre 1 100 °C avec ce type de foyer.
Les différentes opérations de forge sont :
- le façonnage, pour donner la forme à la pièce ;
- le soudage ;
- la trempe.

La température des barreaux d'acier est estimée d'après la couleur du métal. Le façonnage s'effectue à température relativement faible, à une couleur allant du rouge cerise (assez sombre) au jaune orangé. À partir du jaune vif, la pièce « brûle » et provoque des crépitements d'étincelles crépiter à la surface de l'acier, nécessitant de couper cette partie et recommencer le façonnage. La soudure s'effectue à température élevée, à une couleur rouge-blanc.

## Aujourd'hui
Aujourd'hui, la forge libre industrielle est réalisée à l'aide de marteaux pilons ou de presses hydrauliques de forte puissance. Pour les presses hydrauliques la force peut atteindre plusieurs dizaines de milliers de tonnes (ici 1 000 t équivalentes à 10 MN). Elle permet la fabrication d'ébauche de grande taille (jusqu'à plusieurs mètres) pouvant avoir diverses applications dans l'aéronautique et le nucléaire. De nombreux matériaux sont ainsi transformés comme l'acier, les alliages d'aluminium, de titane, etc. Pour effectuer ces opérations, les ébauches sont manutentionnées à l'aide de manipulateurs.
Un forgeron réalisant un fer à cheval réalise du forgeage libre. Ce moyen de production tend à disparaître du fait de la standardisation et de la production en grande série, et n'est utilisé que pour les petites séries ou les pièces unitaires (par exemple les artisans couteliers ou ferronniers).